# يامشيتا يوشيدا
يامشيتا يوشيدا (باليابانية: 吉田 智尚) (27 مايو 1984 في طوكيو في اليابان – )؛ هو لاعب كرة قدم ياباني سابق كان يلعب كلاعب وسط.

## وصلات خارجية
- يامشيتا يوشيدا على موقع رابطة كرة القدم اليابانية للمحترفين (اليابانية)
- يامشيتا يوشيدا على موقع عالم كرة القدم.نت (الإنجليزية)